# Renato Pollini
Renato Pollini (n. 8 februarie 1925, Grosseto, Toscana, Italia – d. 20 august 2010, Florența, Italia) a fost un politician italian, primar în Grosseto (1951–1970) și senator (1983–1992).